# Heather Oakes
Heather Oakes, född den 14 augusti 1959 som Heather Hunte , är en brittisk före detta friidrottare som tävlade i kortdistanslöpning.
Oakes deltog vid Olympiska sommarspelen 1980 där hon slutade som åtta på 100 meter. Vid samma mästerskap blev hon bronsmedaljör med stafettlaget på 4 x 100 meter. Fyra år senare, vid Olympiska sommarspelen 1984 blev hon sjua på 100 meter. Även denna gång blev hon bronsmedaljör i stafett. 
Hon blev vidare silvermedaljör vid Inomhus-VM 1985 på 60 meter.

## Personliga rekord
- 100 meter - 11,20 från 1980